# 弗兰河畔普雷西
弗兰河畔普雷西（法語：Précy-sur-Vrin，法語發音：[pʁesi syʁ vʁɛ̃]）是法国勃艮第-弗朗什-孔泰大区约讷省的一个市镇，属于桑斯区。

## 地理
弗兰河畔普雷西（47°58'3"N, 3°14'51"E）面积21.16 平方千米，位于法国勃艮第-弗朗什-孔泰大區约讷省，该省份为法国中北部内陆省份，西接卢瓦雷省，西北接塞纳-马恩省，南至涅夫勒省，东临科多尔省，东北与奥布省接壤。
与弗兰河畔普雷西接壤的市镇（或旧市镇、城区）包括：韦尔兰、拉塞勒圣西尔、屈多、圣于连迪索、塞波-圣罗曼、沙尔尼奥雷德皮赛。

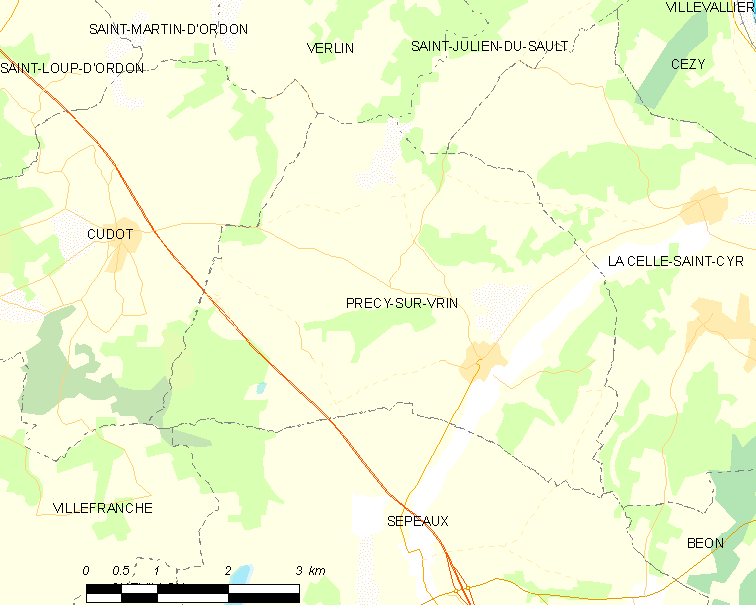
弗兰河畔普雷西的OSM定位图

弗兰河畔普雷西的时区为UTC+01:00、UTC+02:00（夏令时）。

## 行政
弗兰河畔普雷西的邮政编码为89116，INSEE市镇编码为89313。

## 政治
弗兰河畔普雷西所属的省级选区为茹瓦尼县。

## 人口

1962-2008年间弗兰河畔普雷西人口变化图示

弗兰河畔普雷西于2022年1月1日时的人口数量为430人。